# 鶴見緑地駅

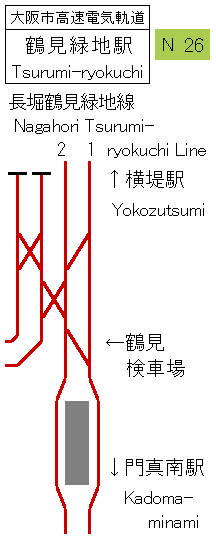
配線図

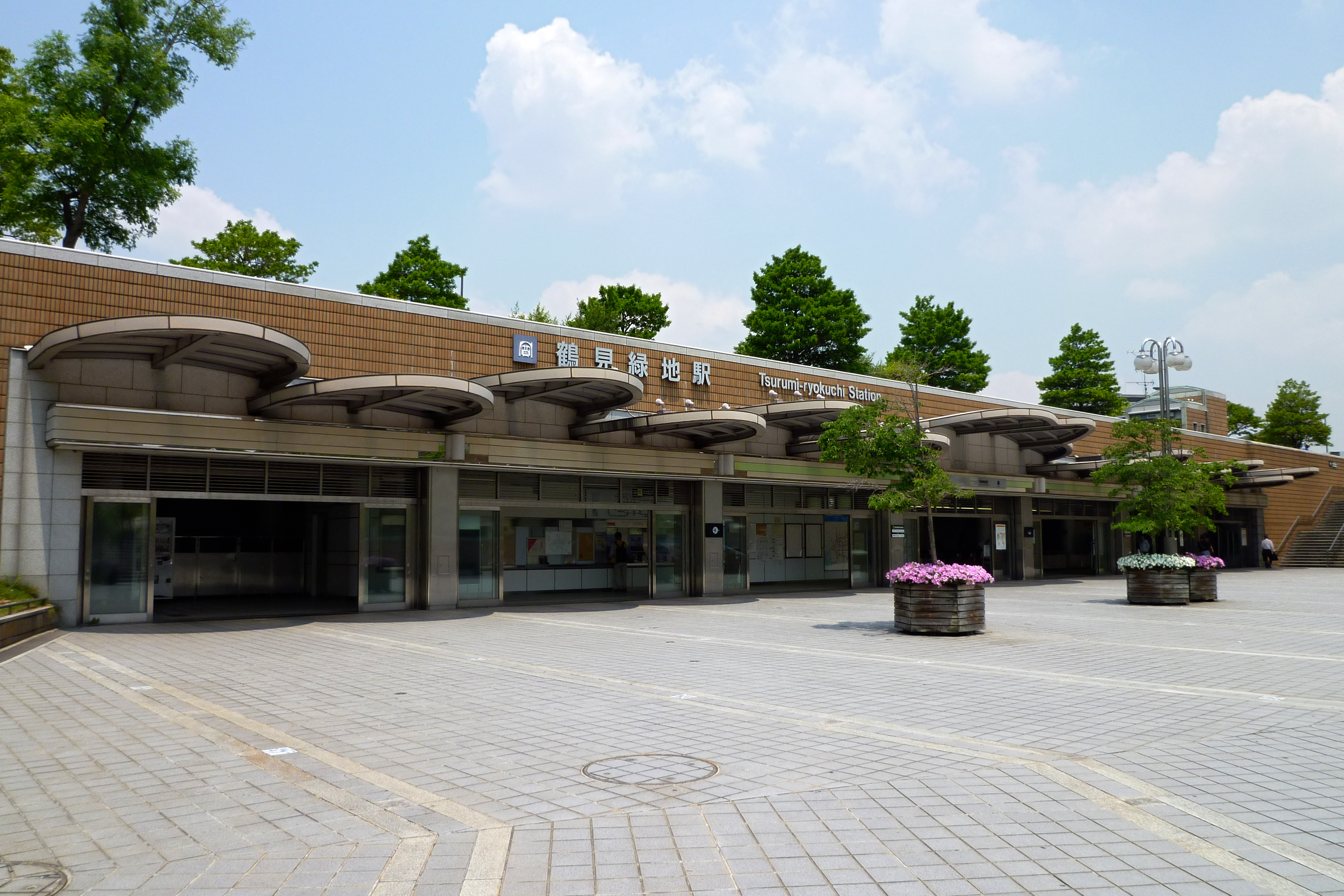
駅舎（2010年6月）

鶴見緑地駅（つるみりょくちえき）は、大阪府大阪市鶴見区緑地公園にある大阪市高速電気軌道 (Osaka Metro) 長堀鶴見緑地線の駅。駅番号はN26。

## 歴史
- 1990年（平成2年）3月20日：鶴見緑地線（現在の長堀鶴見緑地線）が京橋 - 鶴見緑地間で開業した際に、同線の終着駅として開業[1]。同じ年に鶴見緑地で開催された国際花と緑の博覧会（花の万博）に合わせて開業した。
- 1997年（平成9年）8月29日：長堀鶴見緑地線が当駅から門真南まで延伸、途中駅となる。
- 2010年（平成22年）3月6日：5日深夜に自動改札機の撤去が行われ、9→6機となる。
- 2011年（平成23年）2月10日：可動式ホーム柵の使用を開始。
- 2018年（平成30年）4月1日：大阪市交通局の民営化により、大阪市高速電気軌道 (Osaka Metro) の駅となる。

## 駅構造

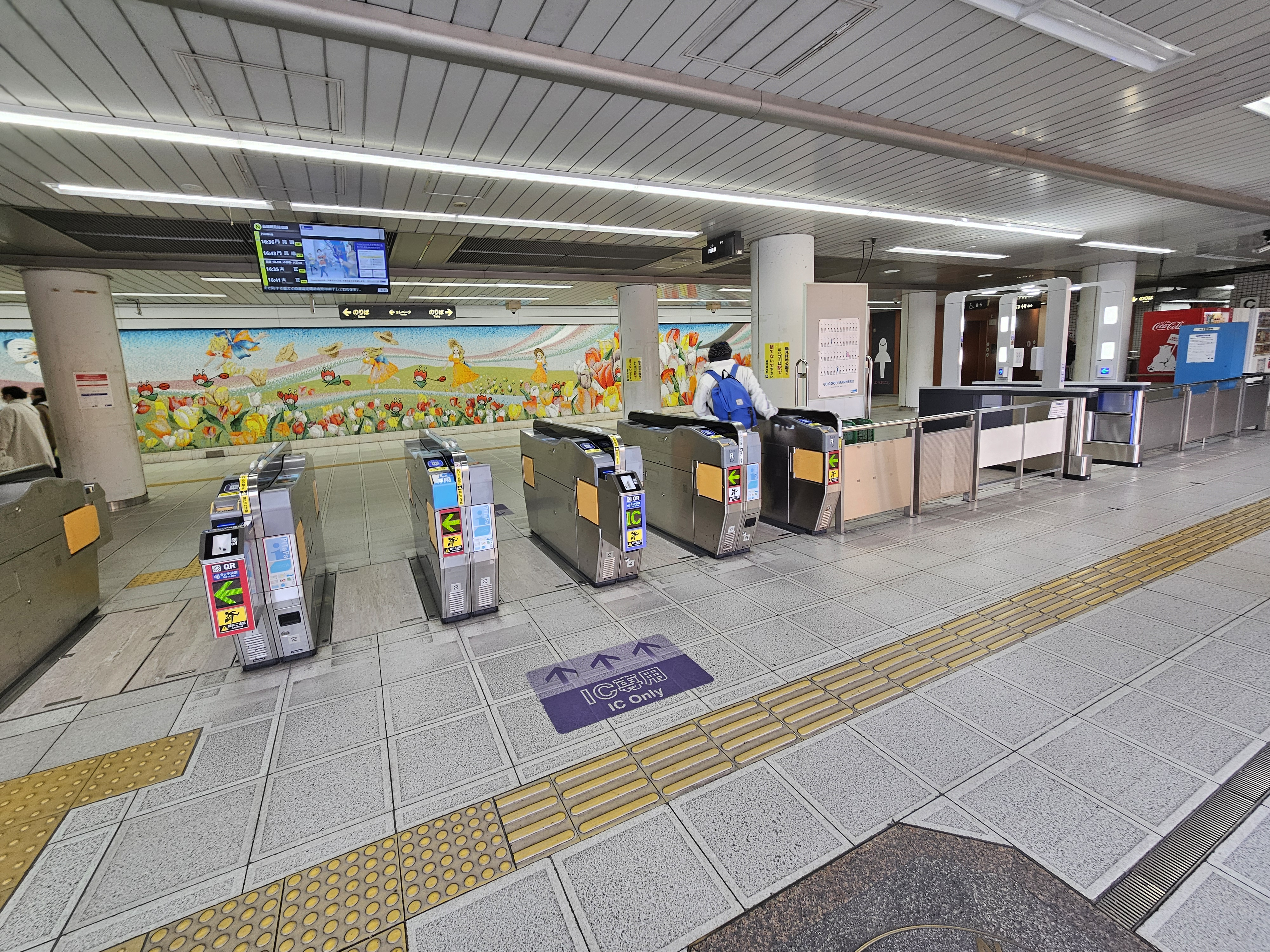
改札（2025年2月）
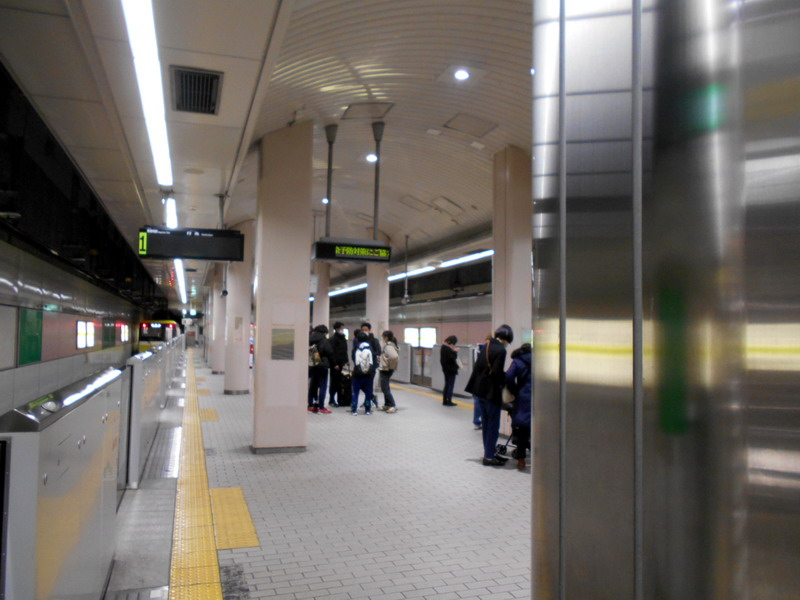
ホーム（2020年12月）

島式ホーム1面2線を持つ駅である。掘割部分に駅舎があり、その地下にホームがある。改札口は1箇所で、正面に鶴見緑地に通じる広い出入口と駅前広場（正式名称は「サンクンガーデン」：大阪市発行鶴見緑地線開業記念冊子より）がある。
当駅はドーム前千代崎管区駅に所属しており、横堤駅が管轄している。

### のりば
| 番線 | 路線           | 行先                           |
| ---- | -------------- | ------------------------------ |
| 1    | 長堀鶴見緑地線 | 門真南行き                     |
| 2    | 長堀鶴見緑地線 | 京橋・心斎橋・西長堀・大正方面 |

### 駅のデザインテーマ
当駅のデザインテーマは「チューリップ」である。コンコースにはチューリップのモザイク壁画がある。チューリップは鶴見区の区花であるとともに、花博のシンボルでもあった。花博の公式マスコットキャラ、「花ずきんちゃん」はチューリップの妖精である。当駅のモザイク壁画には、花ずきんちゃんも描かれている。

### 出口
| 出口番号 | 出口周辺                                               | 備考 |
| -------- | ------------------------------------------------------ | ---- |
| 1        | サンクンガーデン・花博記念公園鶴見緑地・咲くやこの花館 |      |
| 2        | 花博記念公園鶴見緑地                                   |      |

## 利用状況
2024年11月12日の1日乗降人員は10,695人（乗車人員：5,439人、降車人員：5,256人）である。同線の駅では17駅中15位（松屋町駅、門真南駅に次いで少ない）。
各年度の特定日利用状況は下表の通り。なお1995年度の記録については1996年に行われた調査であるが、会計年度上表中に記載の年度となる。
| 年度               | 調査日   | 乗車人員 | 降車人員 | 乗降人員 | 出典          | 出典          |
| 年度               | 調査日   | 乗車人員 | 降車人員 | 乗降人員 | メトロ        | 大阪府        |
| ------------------ | -------- | -------- | -------- | -------- | ------------- | ------------- |
| 1990年（平成02年） | 11月06日 | 1,204    | 1,257    | 2,461    |               | [ 大阪府 1 ]  |
| 1995年（平成07年） | 02月15日 | 2,843    | 2,825    | 5,668    |               | [ 大阪府 2 ]  |
| 1998年（平成10年） | 11月10日 | 4,560    | 4,086    | 8,646    |               | [ 大阪府 3 ]  |
| 2007年（平成19年） | 11月13日 | 4,822    | 4,647    | 9,469    |               | [ 大阪府 4 ]  |
| 2008年（平成20年） | 11月11日 | 5,924    | 5,776    | 11,700   |               | [ 大阪府 5 ]  |
| 2009年（平成21年） | 11月10日 | 4,841    | 4,620    | 9,461    |               | [ 大阪府 6 ]  |
| 2010年（平成22年） | 11月09日 | 5,015    | 4,765    | 9,780    |               | [ 大阪府 7 ]  |
| 2011年（平成23年） | 11月08日 | 5,121    | 4,840    | 9,961    |               | [ 大阪府 8 ]  |
| 2012年（平成24年） | 11月13日 | 4,985    | 4,698    | 9,683    |               | [ 大阪府 9 ]  |
| 2013年（平成25年） | 11月19日 | 4,645    | 4,476    | 9,121    | [ メトロ 1 ]  | [ 大阪府 10 ] |
| 2014年（平成26年） | 11月11日 | 5,062    | 4,831    | 9,893    | [ メトロ 2 ]  | [ 大阪府 11 ] |
| 2015年（平成27年） | 11月17日 | 4,962    | 4,802    | 9,764    | [ メトロ 3 ]  | [ 大阪府 12 ] |
| 2016年（平成28年） | 11月08日 | 5,093    | 4,866    | 9,959    | [ メトロ 4 ]  | [ 大阪府 13 ] |
| 2017年（平成29年） | 11月14日 | 5,019    | 4,932    | 9,951    | [ メトロ 5 ]  | [ 大阪府 14 ] |
| 2018年（平成30年） | 11月13日 | 5,186    | 4,952    | 10,138   | [ メトロ 6 ]  | [ 大阪府 15 ] |
| 2019年（令和元年） | 11月12日 | 5,382    | 5,253    | 10,635   | [ メトロ 7 ]  | [ 大阪府 16 ] |
| 2020年（令和02年） | 11月10日 | 4,689    | 4,470    | 9,159    | [ メトロ 8 ]  | [ 大阪府 17 ] |
| 2021年（令和03年） | 11月16日 | 4,955    | 4,837    | 9,792    | [ メトロ 9 ]  | [ 大阪府 18 ] |
| 2022年（令和04年） | 11月15日 | 5,201    | 5,000    | 10,201   | [ メトロ 10 ] | [ 大阪府 19 ] |
| 2023年（令和05年） | 11月07日 | 5,227    | 5,142    | 10,369   | [ メトロ 11 ] | [ 大阪府 20 ] |
| 2024年（令和06年） | 11月12日 | 5,439    | 5,256    | 10,695   | [ メトロ 12 ] |               |

花博の期間中は合計8,737,739人の降車、9,419,892人の乗車があった。

## 駅周辺
駅名の由来となった鶴見緑地（現・花博記念公園鶴見緑地）の最寄り駅であり、同都市公園（広域公園）の名称は当駅を経由する地下鉄線、鶴見緑地線（現・長堀鶴見緑地線）の路線名にも採用された。当駅は花博通沿いにある駅であり、鶴見緑地はその道路の南北にある都市公園（広域公園）のことをいう。なお、鶴見検車場は同公園の南側にあるテニスコート付近の地下にある。
- 花博記念公園鶴見緑地
  - 咲くやこの花館
  - 鶴見緑地球技場
  - 鶴見緑地プール
  - 鶴見緑地湯元 水春
- 大阪市立茨田西小学校 - 駅西側
- Osaka Metro 鶴見検車場
- 大阪府道2号大阪中央環状線
- 大阪府道15号八尾茨木線
- 花博通

## バス路線
最寄り停留所は、「鶴見緑地」となる。以下の路線が乗り入れ、京阪バスにより運行されている。
- 19号経路：京阪守口市駅行

## その他
- 第3回近畿の駅百選選定駅。
- 大阪市に所在する鉄道駅の中で、最も東に位置する駅である。

## 隣の駅
大阪市高速電気軌道 (Osaka Metro)
 長堀鶴見緑地線
横堤駅 (N25) - 鶴見緑地駅 (N26) - 門真南駅 (N27)
- ( ) 内は駅番号を示す。

### 記事本文